# Mobaye Mbanga Airport
Mobaye Mbanga Airport är en flygplats i Centralafrikanska republiken.   Den ligger i prefekturen Basse-Kotto, i den södra delen av landet, 290 km öster om huvudstaden Bangui. Mobaye Mbanga Airport ligger 399 meter över havet.
Terrängen runt Mobaye Mbanga Airport är platt åt sydväst, men åt nordost är den kuperad. Närmaste större samhälle är Mobaye, 8,0 km sydost om Mobaye Mbanga Airport. 
Omgivningarna runt Mobaye Mbanga Airport är en mosaik av jordbruksmark och naturlig växtlighet. Runt Mobaye Mbanga Airport är det ganska glesbefolkat, med 29 invånare per kvadratkilometer.